# Классификация Бьянки
Классификация Бьянки — классификация вещественных трёхмерных алгебр и групп Ли.
Названа в честь Луиджи Бьянки, который доказал её в 1898 году.
Классификация содержит 11 классов; 9 из них содержат по одной алгебре, а два содержат континуальное семейство алгебр.
(Иногда две группы включаются в бесконечные семейства, давая 9 вместо 11 классов.)
Термин классификация Бьянки также используется для аналогичных классификаций в других размерностях, а также для классификаций комплексных алгебр Ли.

## Размерности 0, 1 и 2
- Размерность 0: единственной алгеброй Ли является тривиальная нульмерная алгебра.
- Размерность 1: единственной алгеброй Ли является абелева алгебра Ли {\displaystyle \mathbb {R} }. Её группа внешних автоморфизмов есть мультипликативная группа ненулевых вещественных чисел.
- Размерность 2: есть две алгебры Ли:
  1. Абелева алгебра Ли {\displaystyle \mathbb {R} ^{2}} с группой внешних автоморфизмов {\displaystyle GL(2,\mathbb {R} )} .
  2. Разрешаемая алгебра Ли верхнетреугольных 2×2-матриц с нулевым следом. Она имеет тривиальный центр и тривиальную группу внешних автоморфизмов. Ассоциированная односвязная группа Ли — группа аффинных преобразований прямой (иногда она называется {\displaystyle (a\cdot x+b)}-группой).

## Размерность 3
Все трёхмерные алгебры Ли, кроме типов VIII и IX, могут быть построены как полупрямое произведение {\displaystyle \mathbb {R} ^{2}} и {\displaystyle \mathbb {R} }, причем {\displaystyle \mathbb {R} } действует на {\displaystyle \mathbb {R} ^{2}} некоторой 2×2-матрицей {\displaystyle M}.
Разные типы соответствуют разным типам матриц {\displaystyle M}, как описано ниже.
- Тип I. Это абелева и унимодулярная алгебра Ли {\displaystyle \mathbb {R} ^{3}}. Её односвязная группа имеет центр {\displaystyle \mathbb {R} ^{3}} и группу внешних автоморфизмов {\displaystyle GL(3,\mathbb {R} )}. Это тот случай, когда {\displaystyle M} равно 0.
- Тип II: алгебра Гейзенберга, которая является нильпотентной и унимодулярной. Односвязная группа имеет центр {\displaystyle \mathbb {R} } и группу внешних автоморфизмов {\displaystyle GL(2,\mathbb {R} )}. Это тот случай, когда {\displaystyle M} нильпотентна, но не 0 (все собственные значения 0).
- Тип III: эта алгебра является произведением {\displaystyle \mathbb {R} } и 2-мерной неабелевой алгебры Ли. (Это предельный случай типа VI, когда одно собственное значение обращается в ноль.) Она разрешима и не унимодулярна. У односвязной группы есть центр {\displaystyle \mathbb {R} }. Её группа внешних автоморфизмов — группа ненулевых вещественных чисел. Матрица {\displaystyle M} имеет одно нулевое и одно ненулевое собственное значение.
- Тип IV: алгебра, определяется равенствами [ y, z ] = 0, [ x, y ] = y, [ x, z ] = y + z. Она разрешима и не унимодулярна. Односвязная группа имеет тривиальный центр и группу внешних автоморфизмов, являющихся произведением вещественных чисел и группы порядка 2. Матрица {\displaystyle M} имеет два равных ненулевых собственных значения, но не диагонализуема.
- Тип V: [ y, z ] = 0, [ x, y ] = y, [ x, z ] = z . Разрешима и не унимодулярна. (Предельный случай типа VI, когда оба собственных значения равны.) Односвязная группа имеет тривиальный центр, а внешние автоморфизмы группируют элементы {\displaystyle GL(2,\mathbb {R} )} определителя +1 или −1. Матрица {\displaystyle M} имеет два равных собственных значения и диагонализуема.
- Тип VI: бесконечное семейство: полупрямые произведения {\displaystyle \mathbb {R} ^{2}} на {\displaystyle \mathbb {R} }, где матрица {\displaystyle M} имеет ненулевые различные вещественные собственные значения с ненулевой суммой. Алгебры разрешимы и не унимодулярны. Односвязная группа имеет тривиальный центр и группу внешних автоморфизмов, являющуюся произведением ненулевых вещественных чисел и группы порядка 2.
- Типа VI0: Эта алгебра Ли является полупрямым произведением {\displaystyle \mathbb {R} ^{2}} на {\displaystyle \mathbb {R} }, где матрица М имеет ненулевые различные вещественные собственные значения с нулевой суммой. Она разрешима и унимодулярна. Это алгебра Ли 2-мерной группы Пуанкаре — группы изометрий 2-мерного пространства Минковского. Односвязная группа имеет тривиальный центр и группу внешних автоморфизмов, произведение положительных вещественных чисел с группой диэдра порядка 8.
- Тип VII: бесконечное семейство: полупрямые произведения {\displaystyle \mathbb {R} ^{2}} на {\displaystyle \mathbb {R} }, где матрица {\displaystyle M} имеет комплексные собственные значения, не вещественные и не мнимые. Разрешима и не унимодулярна. Односвязная группа имеет тривиальный центр, а внешние автоморфизмы группируют ненулевые вещественные числа.
- Тип VII0: полупрямое произведение {\displaystyle \mathbb {R} ^{2}} на {\displaystyle \mathbb {R} }, где матрица {\displaystyle M} имеет ненулевые мнимые собственные значения. Разрешима и унимодулярна. Это алгебра Ли группы изометрий плоскости. Односвязная группа имеет центр {\displaystyle \mathbb {Z} } и группу внешних автоморфизмов, являющуюся произведением ненулевых вещественных чисел и группы порядка 2.
- Тип VIII: алгебра Ли {\displaystyle {\mathfrak {sl}}(2,\mathbb {R} )\ \ 2\times 2}-матриц с нулевым следом, ассоциированная с группой {\displaystyle \mathrm {SL} (2,\mathbb {R} )}. Простая и унимодулярная. Односвязная группа не является матричной группой; она обозначается {\displaystyle {\widetilde {\mbox{SL}}}(2,\mathbb {R} )}, имеет центр {\displaystyle \mathbb {Z} } и группу внешних автоморфизмов порядка {\displaystyle 2}.
- Тип IX: алгебра Ли ортогональной группы {\displaystyle \mathrm {O} (3,\mathbb {R} )}. Она обозначается {\displaystyle {\mathfrak {so}}(3)} и является простой и унимодулярной. Соответствующая односвязная группа — {\displaystyle \mathrm {SU} (2)}; она имеет центр порядка {\displaystyle 2} и тривиальную группу внешних автоморфизмов, и является спинорной группой .

Классификация трёхмерных комплексных алгебр Ли аналогична, за исключением того, что типы VIII и IX становятся изоморфными, а типы VI и VII становятся частью единого семейства алгебр Ли.
Связные 3-мерные группы Ли можно классифицировать следующим образом: они являются фактором соответствующей односвязной группы Ли по дискретной подгруппе центра, поэтому их можно прочитать из данного списка.
Группы связаны с 8 типами геометрий в гипотезе геометризации Терстона.
Точнее, семь из 8 геометрий могут быть реализованы как левоинвариантные метрики на односвязной группе (иногда более чем одним способом).
Геометрия  типа  {\displaystyle S^{2}\times \mathbb {R} } не может быть реализована таким образом.